# فرانسیس سولار
فرانسیس سولار (انگلیسی: Francis Solar؛ زادهٔ ۱۴ سپتامبر ۱۹۸۳) بازیکن فوتبال اهل اسپانیا است.
از باشگاه‌هایی که در آن بازی کرده‌است می‌توان به اشاره کرد.
وی همچنین در تیم ملی فوتبال زیر ۱۷ سال اسپانیا بازی کرده‌است.